# 朱觀爁
鄒平恭靖王朱觀爁（1516年—1563年），明朝魯藩第四代鄒平王，鄒平莊定王朱當潩之孫，鄒平榮安王（追封）朱健檔的庶長子。

## 生平
嘉靖十八年（1539年），鄒平莊定王朱當潩去世。輔國將軍朱健柯為奪爵，命其子奉國將軍朱觀炩誣陷禮部尚書嚴嵩曾收受朱觀爁的賄賂。明世宗認為，朱觀爁論序應襲，先朝已經決斷，朱健柯構造浮詞污蔑大臣屬於大悖之行。朱健柯遂被削奪全部俸祿，其子朱觀炩則被奪祿一年。嘉靖二十一年（1542年），朱觀爁襲封鄒平王。
嘉靖四十二年（1563年）十二月，朱觀爁去世，享年四十八歲，諡號恭靖。五年後，嫡長子朱頤在襲爵。

## 家庭

### 子
- 嫡長子：鄒平康順王朱頤在